# Peperomia dasystachya
Peperomia dasystachya är en pepparväxtart som beskrevs av Friedrich Anton Wilhelm Miquel. Peperomia dasystachya ingår i släktet peperomior, och familjen pepparväxter. Inga underarter finns listade i Catalogue of Life.